# Трг Тахрир
Трг Тахрир (арапски: ميدان التحرير) је највећи градски трг у центру Каира.

## Историја
Трг је првобитно назван „Трг Исмаилија“ по владару из XIX века Исмаилу Паши. Након Египатрске револуције из 1919. године трг је познат под именом Тахрир (арап. Трг Ослобођења), али је званично добио то име тек након Револуције 1952. након које је Египат престао бити уставна монархија и постао република. Трг је био главна тачка Протеста 2011.

## Изглед и карактеристике
У центру Трга Тахрир је велики кружни ток. На североисточној страни је трг са кипом националног хероја Омара Макрама, дигнут у част његовог отпора инвазији Наполеона на Египат, а иза је Џамија названа по истој особи.
Простор око трга обухвата Египатски музеј, седиште Националне демократске партије, зграду владе познату по имену Могама, Хотел Нил, Евангелистичку цркву и Амерички универзитет у Каиру. 

## Јавна окупљања
Трг Тахрир је традиционално место за бројне веће протесте и демонстрације дужи низ година, укључујући и протесте из марта 2003. против Рата у Ираку и Протесте 2011.